# Erythridula tenebrosa
Erythridula tenebrosa är en insektsart som först beskrevs av Knull 1946.  Erythridula tenebrosa ingår i släktet Erythridula och familjen dvärgstritar. Inga underarter finns listade i Catalogue of Life.